# Euphorbia eglandulosa
Euphorbia eglandulosa är en törelväxtart som beskrevs av Victor W. Steinmann. Euphorbia eglandulosa ingår i släktet törlar, och familjen törelväxter. Inga underarter finns listade i Catalogue of Life.